# بزرگ (مجموعه تلویزیونی)
بزرگ (به کره‌ای: 빅) یک مجموعهٔ تلویزیونی کره‌ای با بازیگری گونگ یو و لی مین جونگ است. این سریال با ژانر کمدی رمانتیک/ تعویض بدن از ۴ ژوئن تا ۲۴ ژوئیه ۲۰۱۲ دوشنبه و سه‌شنبه ساعت ۲۱:۵۵ از کی‌بی‌اس۲ در ۱۶ قسمت پخش شد.
سریال بزرگ توسط خواهران هونگ نوشته شد، این مجموعه اولین سریال تلویزیونی گونگ یو پس از بازی در سریال کافه پرنس در سال ۲۰۰۷ و بعد از زمان ترخیص از خدمت نظامی اجباری بود. اگرچه درام در ابتدا با استقبال خوبی روبرو شد، اما بعداً به دلیل پایان آن مورد انتقاد شدید قرار گرفت.

## خلاصه داستان
گیل دا ران (لی مین جونگ) معلم جانشین سخت‌کوشی است که سعی در گرفتن مدرک گواهی خود دارد. او با یک دکتر مهربان و خوشتیپ سو یون جه (گونگ یو) نامزد شده است. یون جه درست یک ماه قبل از عروسی، به‌طور غیرقابل توضیح از دا ران فاصله می‌گیرد. در همان زمان، دا ران با یک دانشجوی ۱۸ ساله نقل و انتقالات از ایالات متحده، کانگ کیونگ جون (شین وون هو) ملاقات می‌کند. کیونگ جون و یون جه در هنگام رانندگی با یکدیگر تصادف می‌کنند و هر دو از بالای ریل محافظ به درون آب می‌افتند هنگامی که به بیمارستان منتقل می‌شوند یون جه می‌میرد و کیونگ جون به کما می‌رود. داستان جایی جالب می‌شود که کیونگ جون وقتی بهوش می‌آید خود را در بدن یون جه در سردخانه می‌یابد.

## بازیگران

### اصلی
- گونگ یو در نقش کانگ کیونگ جون/سو یون جه
- لی مین جونگ در نقش گیل دا ران
- به سوزی در نقش جانگ ماری
- شین وون هو در نقش کانگ کیونگ جون

### سایر بازیگران
- بک سونگ هیون در نقش گیل چونگ شیک (برادر دا ران)
- جانگ هی جین در نقش لی سه یونگ
- کیم سو را در نقش آن هه جونگ (مادر یون جه)
- آن سوک هوان در نقش گیل مین کیو (پدر دا ران)
- یون هه یونگ در نقش لی جانگ هه (مادر دا ران)
- جو یونگ جین در نقش سو این ووک (پدر یون جه)
- چوی ران در نقش کیم یونگ اوک (معاون مدیر)
- مون جی یون در نقش نا هیو سانگ (معلم PE)
- شین جی سو در نقش لی آکیونگ (معلم ریاضی و دوست دا ران)
- جانگ هیون سونگ در نقش کانگ هیوک سو (دایی کانگ کیونگ جون)
- گو سو هی در نقش لی کیونگ می (زن عمو کانگ کیونگ جون)
- ایم جی اون در نقش کانگ هی سو (مادر کانگ کیونگ جون)
- لی هی جین در نقش عروس (قسمت۱)

## ریتینگ
- در جدول زیر، اعداد آبی کمترین رتبه را دارند و اعداد قرمز بالاترین رتبه را نشان می‌دهد.
- NR نشان می‌دهد که درام در ۲۰ برنامه برتر روزانه در آن تاریخ قرار نگرفته‌است.

| قسمت    | تاریخ پخش اصلی | میانگین سهم مخاطب | میانگین سهم مخاطب | میانگین سهم مخاطب | میانگین سهم مخاطب |
| قسمت    | تاریخ پخش اصلی | TNmS              | TNmS              | AGB Nielsen       | AGB Nielsen       |
| قسمت    | تاریخ پخش اصلی | سراسر کشور        | سئول              | سراسر کشور        | سئول              |
| ------- | -------------- | ----------------- | ----------------- | ----------------- | ----------------- |
| ۱       | ۴ ژوئن، ۲۰۱۲   | ۸.۹٪              | ۱۰.۴٪             | ۷.۹٪              | ۸.۹٪              |
| ۲       | ۵ ژوئن، ۲۰۱۲   | ۸.۰٪              | ۹.۷٪              | ۷.۴٪              | ۸.۱٪              |
| ۳       | ۱۱ ژوئن، ۲۰۱۲  | ۷.۱٪              | ۸.۴٪              | ۸.۴٪              | ۹.۴٪              |
| ۴       | ۱۲ ژوئن، ۲۰۱۲  | ۷.۶٪              | ۸.۹٪              | ۷.۹٪              | ۸.۹٪              |
| ۵       | ۱۸ ژوئن، ۲۰۱۲  | ۸.۲٪              | ۱۰.۱٪             | ۸.۰٪              | ۹.۳٪              |
| ۶       | ۱۹ ژوئن، ۲۰۱۲  | ۸.۹٪              | ۱۱.۱٪             | ۸.۳٪              | ۹.۳٪              |
| ۷       | ۲۵ ژوئن، ۲۰۱۲  | ۸.۵٪              | ۹.۷٪              | ۸.۹٪              | ۱۰.۴٪             |
| ۸       | ۲۶ ژوئن، ۲۰۱۲  | ۷.۸٪              | ۹.۲٪              | ۷.۹٪              | ۸.۷٪              |
| ۹       | ۲ ژوئیه، ۲۰۱۲  | ۷.۴٪              | ۷.۸٪              | ۸.۱٪              | ۹.۱٪              |
| ۱۰      | ۳ ژوئیه، ۲۰۱۲  | ۸.۸٪              | ۹.۸٪              | ۸.۱٪              | ۹.۰٪              |
| ۱۱      | ۹ ژوئیه، ۲۰۱۲  | ۹.۵٪              | ۱۰.۵٪             | ۹.۲٪              | ۱۰.۴٪             |
| ۱۲      | ۱۰ ژوئیه، ۲۰۱۲ | ۹.۶٪              | ۱۱.۰٪             | ۸.۹٪              | ۱۰.۱٪             |
| ۱۳      | ۱۶ ژوئیه، ۲۰۱۲ | ۸.۶٪              | ۹.۲٪              | ۸.۲٪              | ۹.۷٪              |
| ۱۴      | ۱۷ ژوئیه، ۲۰۱۲ | ۸.۶٪              | ۹.۴٪              | ۷.۸٪              | ۸.۸٪              |
| ۱۵      | ۲۳ ژوئیه، ۲۰۱۲ | ۱۰.۱٪             | ۱۰.۲٪             | ۹.۷٪              | ۱۰.۸٪             |
| ۱۶      | ۲۴ ژوئیه، ۲۰۱۲ | ۱۱.۵٪             | ۱۲.۰٪             | ۱۱.۱٪             | ۱۲.۲٪             |
| میانگین | میانگین        | ۸.۷٪              | ۹.۸٪              | ۸.۵٪              | ۹.۵٪              |

## جوایز و نامزدها
| سال  | مراسم                                         | عنوان جایزه                                  | گیرنده                     | نتیجه    | منبع   |
| ---- | --------------------------------------------- | -------------------------------------------- | -------------------------- | -------- | ------ |
| ۲۰۱۲ | پنجمین جشنواره اعطای جوایز درام کره‌ای         | جایزه بهترین اواس‌تی                          | "One Person" - هو گاک      | نامزدشده |        |
| ۲۰۱۲ | چهارمین مراسم اهدای جوایز موسیقی ملون         | جایزه بهترین اواس‌تی                          | "One Person" - هو گاک      | نامزدشده | [ ۷ ]  |
| ۲۰۱۲ | چهاردهمین مراسم اهدای جوایز موسیقی شبکه آسیا  | جایزه بهترین اواس‌تی                          | "One Person" - هو گاک      | نامزدشده | [ ۸ ]  |
| ۲۰۱۲ | جشنواره اهدای جوایز دراما کی‌بی‌اس              | جایزه برتر بازیگر نقش اول مرد در سریال کوتاه | گونگ یو                    | نامزدشده | [ ۹ ]  |
| ۲۰۱۲ | جشنواره اهدای جوایز دراما کی‌بی‌اس              | جایزه برتر بازیگر نقش اول زن در سریال کوتاه  | لی مین جونگ                | نامزدشده | [ ۹ ]  |
| ۲۰۱۲ | جشنواره اهدای جوایز دراما کی‌بی‌اس              | جایزه برتر بازیگر نقش اول زن در سریال کوتاه  | به سوزی                    | نامزدشده | [ ۹ ]  |
| ۲۰۱۲ | جشنواره اهدای جوایز دراما کی‌بی‌اس              | جایزه بهترین زوج                             | گونگ یو و لی مین جونگ      | نامزدشده | [ ۹ ]  |
| ۲۰۱۲ | جشنواره اهدای جوایز دراما کی‌بی‌اس              | جایزه بهترین زوج                             | بائک سونگ هیون و به سوزی   | نامزدشده | [ ۹ ]  |
| ۲۰۱۲ | جشنواره اهدای جوایز دراما کی‌بی‌اس              | جایزه محبوبیت                                | به سوزی                    | برنده    | [ ۹ ]  |
| ۲۰۱۳ | هشتمین مراسم اهدای جوایز بین‌المللی دراما سئول | جایزه درام برجسته کره ای                     | بزرگ                       | نامزدشده | [ ۱۰ ] |
| ۲۰۱۳ | هشتمین مراسم اهدای جوایز بین‌المللی دراما سئول | جایزه بازیگر نقش اول مرد برجسته کره ای       | گونگ یو                    | نامزدشده | [ ۱۰ ] |
| ۲۰۱۳ | هشتمین مراسم اهدای جوایز بین‌المللی دراما سئول | جایزه بازیگر نقش اول زن برجسته کره ای        | لی مین جونگ                | نامزدشده | [ ۱۰ ] |
| ۲۰۱۳ | هشتمین مراسم اهدای جوایز بین‌المللی دراما سئول | جایزه اواس‌تی برجسته درام کره ای              | "Hateful Person" - هایلایت | نامزدشده | [ ۱۱ ] |
| ۲۰۱۳ | هشتمین مراسم اهدای جوایز بین‌المللی دراما سئول | جایزه اواس‌تی برجسته درام کره ای              | "One Person" - هو گاک      | نامزدشده | [ ۱۱ ] |

## پخش بین‌المللی
- این سریال از ۳ اوت ۲۰۱۲ در ژاپن از سی‌اس‌تی‌وی پخش شد.[۱۲]
- این درام با عنوان "真爱上错身" در مالزی از شبکه کی‌بی‌اس وورد و ۸تی‌وی پخش شد. ("Zhen Ai Shang Cuo Shen"، معنای عبارت: عشق واقعی به جسمی اشتباه وارد می‌شود.)
- از دسامبر ۲۰۱۲ این سریال در کامبوج از هانگ میز اچ‌دی‌تی‌وی پخش شد.
- سریال بزرگ از ۴ مارس تا ۳ مه ۲۰۱۳ در فیلیپین از شبکه جی‌ام‌ای پخش شد.
- این مجموعه در غرب آسیا از شبکه ام‌بی‌سی۴ از ۱۸ مه ۲۰۱۳، با دوبله Man ana منتشر شد. ("من أنا"، به معنی: من کیستم؟ است.)
- سریال بزرگ در تایلند از ۷ ژوئیه ۲۰۱۵ از کانال۷ با دوبله Run Nai Huajai Kor Ja Rak پخش شد. ("รุ่นไหนหัวใจก็จะรัก"، به معنای: عشق بدون نسل.)[۱۳]